# Among Us
Among Us (cách điệu là Among Us!) là một trò chơi điện tử nhiều người chơi trực tuyến do InnerSloth phát triển và được phát hành vào ngày 15 tháng 6 năm 2018. Trò chơi lấy bối cảnh bên ngoài không gian vũ trụ, ở đó người chơi đóng một trong hai vai trò: đa số là các thành viên phi hành đoàn (Crewmates) và một số ít là những kẻ giả mạo (Impostors). Phi hành đoàn có mục tiêu tìm ra và loại bỏ tất cả kẻ giả mạo cũng như hoàn thành các nhiệm vụ xung quanh bản đồ, còn phe giả mạo có mục tiêu giết các thành viên phi hành đoàn mà không bị ai phát hiện. Mặc dù không nhận được nhiều chú ý khi mới được phát hành vào 2018, Among Us đã đột ngột trở nên phổ biến vào năm 2019 sau khi nhiều nhân vật nổi tiếng trên Twitch, YouTube và Facebook bắt đầu để ý đến.

## Lối chơi

Một kẻ giả mạo (Trắng) vừa giết một thành viên phi hành đoàn (Xanh) và một người chơi khác (Hồng) đã chứng kiến vụ sát hại. Một trong hai người chơi còn sống cũng có thể báo động (report) về thi thể của người chơi đã chết.

Among Us là một trò chơi nhiều người chơi (trực tuyến) cho phép 4 - 15 người cùng chơi với nhau. 1 đến 3 trong số đó được chọn ngẫu nhiên làm những kẻ giả mạo hoặc kẻ sát nhân (Impostor), và số còn lại là thành viên phi hành đoàn hoặc thuyền viên (Crewmates). Trò chơi có thể diễn ra tại một trong bốn bản đồ: một con tàu vũ trụ, một tòa nhà tổng hành dinh Mira HQ, một căn cứ trên hành tinh Polus và một phi thuyền mang tên The Airship. Phe phi hành đoàn được giao các nhiệm vụ để thực hiện trên khắp bản đồ dưới dạng các minigame, bao gồm việc bảo trì các hệ thống quan trọng chẳng hạn như nối lại các mạch điện hay tiếp nhiên liệu cho động cơ,... Phe giả mạo thì được giao các nhiệm vụ giả để trà trộn vào phi hành đoàn, đồng thời có khả năng phá hoại hệ thống, di chuyển trong các đường ống, nhìn ra những kẻ giả mạo khác, và sát hại các thành viên trên phi thuyền. Khi một người chơi bị giết, họ sẽ biến thành hồn ma (ghost); các hồn ma có thể đi xuyên qua tường nhưng bị hạn chế trong việc tương tác với thế giới xung quanh và chỉ các hồn ma mới có thể nhìn thấy nhau. Tất cả mọi người chơi, ngoại trừ các hồn ma và các kẻ sát nhân, hầu như đều bị giới hạn tầm nhìn trong một khoảng hình nón; điều này cho phép người chơi ẩn nấp mặc dù trò chơi có đồ họa nhìn từ trên cao.
Phe phi hành đoàn giành chiến thắng khi hoàn thành xong tất cả các nhiệm vụ trước khi bị sát hại, hoặc khi tìm ra và loại bỏ hết các kẻ giả mạo trong những lần họp và bỏ phiếu. Phe giả mạo giành chiến thắng bằng cách giết các thành viên phi hành đoàn cho đến khi số người chơi của hai phe bằng nhau (trừ những hồn ma), hoặc khi hết thời gian đếm ngược của các hành động phá hoại (đối với quét mã bàn tay ở Reactor (Reactor Meltdown, hay Reset Seismic Stabilizers ở Polus) hay sửa máy cung cấp oxi ở O2 hay ngăn chặn sự cố tàu hỏng (Avert Crash Course) ở The Airship). Khi một kẻ giả mạo thực hiện hành động phá hoại, một hậu quả sẽ ngay lập tức xảy ra (ví dụ như tất cả đèn bị tắt đi), hoặc một khoảng thời gian đếm ngược sẽ bắt đầu và phe phi hành đoàn sẽ thua nếu không khắc phục được sự phá hoại đó trước khi hết thời gian. Sự phá hoại có thể được khắc phục bằng nhiều cách tùy theo đó là loại phá hoại gì. Khi một người báo động về việc tìm thấy một thi thể trong khi đang diễn ra loại phá hoại nghiêm trọng thì trò chơi sẽ tự động kết thúc loại phá hoại đó và các người chơi sẽ bắt đầu thảo luận.
Khi tìm thấy một thi thể, người chơi có thể báo động về việc này, khiến mọi hoạt động khác bị đình chỉ và bắt đầu một cuộc họp giữa các người chơi để thảo luận về việc ai là kẻ giả mạo dựa trên những bằng chứng xung quanh vụ sát hại. Nếu cuộc họp đạt được đa số phiếu bầu, người chơi đó sẽ bị ném khỏi bản đồ và chết. Người chơi cũng có thể yêu cầu một "cuộc họp khẩn cấp" bằng cách ấn một nút bấm trên bàn ở Cafeteria (ở The Skeld và Mira HQ) hay Office (ở Polus) hay Meeting Room (ở The Airship) vào bất cứ lúc nào (tuỳ vào số lượng bấm mà chủ phòng (host) đã cài đặt ở phòng chờ). Người chơi có thể giao tiếp với nhau bằng tin nhắn văn bản, nhưng việc này chỉ được cho phép trong các cuộc họp và giữa những người chơi còn sống, tuy nhiên các hồn ma có thể nói chuyện với nhau. Nhiều tính năng của trò chơi có thể được tùy chỉnh ở phòng chờ của mỗi màn chơi, chẳng hạn như tầm nhìn hay các số lần báo cuộc họp khẩn cấp (nút ở Cafeteria hay Office hay Meeting Room như đã nói ở trên). Ngoài ra người chơi cũng có thể tùy biến những yếu tố thẩm mỹ như quần áo, mũ và thú cưng.

## Phát triển và phát hành
Among Us được lấy cảm hứng từ trò chơi tiệc tùng ngoài đời Mafia, và ban đầu là một trò chơi di động nhiều người chơi cục bộ với một bản đồ duy nhất. Tháng 6 năm 2018, trò chơi được phát hành trên Android và iOS. Không lâu sau khi được phát hành, Among Us đạt lượng người chơi đồng thời từ 30 đến 50. Nhà lập trình Forest Willard nhận định "trò chơi ra mắt không thành công lắm"; nhà thiết kế Marcus Bromander cho rằng điều này là do đội ngũ phát triển "rất kém trong việc marketing". Sau khi nhận được phản hồi từ phía người chơi, họ quyết định bổ sung chế độ trực tuyến, và đã phát hành trò chơi trên Steam vào cuối năm 2018. Người chơi trên các nền tảng khác nhau có thể chơi cùng nhau. Năm 2019, hai bản đồ mới được bổ sung.
Theo Willard, "trên góc độ kinh doanh đơn thuần", đội ngũ phát triển đã duy trì trò chơi "lâu hơn nhiều so với những gì họ nên làm" với việc cập nhật trò chơi thường xuyên đến mức mỗi tuần một lần. Điều này đã giúp làm tăng lượng người chơi một cách đều đặn và dần dần khiến trò chơi trở nên phổ biến. Bromander cho biết họ có khả năng làm điều đó là nhờ khoản tiết kiệm đủ lớn đã cho phép họ tiếp tục phát triển trò chơi mặc dù nó không thật sự thành công.
Năm 2020, các nhà sáng tạo nội dung trực tuyến đã tạo ra một sự gia tăng đột biến trong sự nổi tiếng của trò chơi. Việc này bắt nguồn từ Hàn Quốc và Brazil, sau đó lan sang các quốc gia nói tiếng Anh. Bromander cho biết trò chơi nổi tiếng tại Mexico, Brazil và Hàn Quốc hơn cả ở Mỹ. Streamer Twitch Disguised Toast được xem là người đã khiến trò chơi trở nên phổ biến trên Twitch vào tháng 7 năm 2020. Sau đó nhiều streamer Twitch và YouTuber cũng bắt đầu chơi trò chơi, khiến lượng người chơi của Among Us tăng lên nhanh chóng và đạt đỉnh ở con số 1,5 triệu người chơi đồng thời. Điều này đã gây khó khăn cho các máy chủ của trò chơi, khiến đội ngũ phát triển chuyển sang tập trung sản xuất phần tiếp theo thay vì mở rộng trò chơi. Tuy nhiên Willard và Liu vẫn đã bổ sung bốn máy chủ và ba khu vực cũng như tăng độ dài mã tham gia các màn chơi, giúp trò chơi có thể hỗ trợ trên 3 triệu người chơi cùng lúc.  Không lâu sau khi xác nhận Among Us 2, nhà phát triển đã thông báo rằng phần tiếp theo của trò chơi đã bị huỷ và mọi thay đổi cũng như những chức năng mới sẽ được tích hợp trên phiên bản hiện tại.